# Die geflügelte Schlange
Die geflügelte Schlange ist ein Dokumentarfilm des DEFA-Studio für Trickfilme Dresden von Lothar Barke aus dem Jahr 1972. Der Film entstand zur Feier des 500. Geburtstages von Lucas Cranach, dem Älteren.

## Handlung
Der Film führt Museumsbesucher mit Bussen zu den wesentlichsten Stätten zur Erhaltung und Pflege des Werkes des großen Meisters nach Meißen, Lutherstadt Wittenberg und Weimar und vermittelt so einen Einblick in das Leben und Werk des Renaissance-Malers. Er stellt bedeutende Gemälde und Grafiken der Kunstsammlungen der DDR vor, die mit der geflügelten Schlange signiert wurden.
Neben mehreren anderen werden folgende Werke von Lucas Cranach, dem Älteren in diesem Dokumentarfilm gezeigt und zum großen Teil kommentiert: 
- Triptychon Herzog Georgs und seiner Gemahlin Barbara (Tempera auf Holz – 1534)
- Kreuzaltar im Dom zu Meißen (1526)
- Friedrich der Weise (Gemälde auf Buchenholz – 1532)
- Katharinenaltar  (Gemälde auf Lindenholz – 1506)
- Die Vertreibung der Wechsler aus dem Tempel (Öl auf Lindenholz – 1510)
- Adam und Eva (Lindenholz – 1531)
- Johannes der Täufer im Walde predigend (Holzschnitt – 1516)
- Bildnis Luthers als Junker Jörg (Buchenholz – 1521)
- Doppelbildnis Herzog Heinrichs des Frommen und Gemahlin Herzogin Katharina von Mecklenburg (Öl auf Holz auf Leinwand übertragen – 1514)
- Luther als Augustinermönch (Kupferstich – 1520)
- Bildnis des Hans Luther, Luthers Vater (Buchenholz – 1527)
- Bildnis der Margaretha Luther, Luthers Mutter (Buchenholz – 1527)
- Bildnis Christians II., König von Dänemark (Lindenholz – um 1523 bis 1530)
- Johann der Beständige, Kurfürst von Sachsen  (Rotbuchenholz – um 1526)
- Bildnis Georgs des Bärtigen, Herzog von Sachsen (Buchenholz – 153(4)?)
- Bildnis der Prinzessin Sibylle von Cleve (Mischtechnik auf Rotbuchenholz – 1526)
- Kurprinz Johann Friedrich von Sachsen. (Malerei auf Rotbuchenholz – 1526)
- Bildnis Herr von Schleinitz (Malerei auf Rotbuchenholz – 1526)
- Bildnis Frau von Schleinitz (Malerei auf Rotbuchenholz – 1526)
- Apollonia von Wiedebach (Malerei auf Lindenholz – um 1524)
- Bildnis Georg von Wiedebach (Malerei auf Lindenholz – um 1524)
- Bildnis Gerhart Volk (Malerei auf Pergament auf Holz – 1518)
- Christus und die Ehebrecherin (Lindenholz – um 1535 bis 1540)
- Verspottung Christi (Malerei auf Lindenholz – um 1515 bis 1520)
- Junge Mutter mit Kind (Öl auf Buchenholz – etwa 1525)

## Produktion
Die geflügelte Schlange wurde vom DEFA-Studio für Trickfilme Dresden in Zusammenarbeit mit der Hochschule für Film und Fernsehen der DDR unter dem Arbeitstitel Lucas Cranach als Realfilm auf ORWO-Color gedreht und hatte am 1. September 1972 Premiere. Die Erstausstrahlung im Fernsehen erfolgte am 2. Januar 1973 im 2. Programm des Fernsehens der DDR. Die Dramaturgie lag in den Händen von Hedda Gehm. 